# Draupner

Draupner

Draupner, eller Dröpner, (fornvästnordiska Draupnir, ”dryparen”) är i nordisk mytologi guden Odens magiska ring. Den smiddes av dvärgarna Brokk och Sindre åt Loke, som senare skänkte den till Oden. Var nionde natt ”dröp” åtta nya ringar ned från “Dröpner” — alla lika tunga som originalringen.
När Balder låg på sitt bål, drog Oden Draupner av sin arm och lade den på Balders bröst. Balder sände dock tillbaka den till Oden från underjorden med Hermod. Oden fick därmed ringen som minnesgåva.
I Skírnismál utlovas ringen som gåva åt Gerd, till vilken Skirner framför Frejs frieri.
| Jag bjuder dig ringen som bränd blev med Odens unge son; åtta lika tunga av honom drypa varje nionde natt. | Baug ek þér þá gef, þann er brenndr var með ungum Óðins syni; átta eru jafnhöfðir, er af drjúpa ina níundu hverja nótt. |  |

Draupner är även namn på en dvärg.